# Nürnberger Versicherungscup 2018
La Nürnberger Versicherungscup 2018 è stato un torneo di tennis giocato all'aperto sulla terra rossa. È stata la sesta edizione del Nürnberger Versicherungscup, che fa parte della categoria International nell'ambito del WTA Tour 2018. Si è giocato al Tennisclub 1. FC Nürnberg di Norimberga, in Germania, dal 21 al 27 maggio 2018.

## Partecipanti

### Teste di serie
| Nazionalità | Giocatrice          | Ranking* | Testa di serie |
| ----------- | ------------------- | -------- | -------------- |
| Stati Uniti | Sloane Stephens     | 10       | 1              |
| Germania    | Julia Görges        | 11       | 2              |
| Paesi Bassi | Kiki Bertens        | 15       | 3              |
| Cina        | Zhang Shuai         | 27       | 4              |
| Romania     | Irina-Camelia Begu  | 41       | 5              |
| Romania     | Sorana Cîrstea      | 43       | 6              |
| Belgio      | Alison Van Uytvanck | 49       | 7              |
| Rep. Ceca   | Kateřina Siniaková  | 57       | 8              |

- Ranking al 14 maggio 2018.

### Altre partecipanti
Le seguenti giocatrici hanno ricevuto una Wild card per il tabellone principale:
- Katharina Hobgarski
- Andrea Petković
- Sloane Stephens

La seguente giocatrice è entrata in tabellone con il ranking protetto:
- Zheng Saisai

Le seguenti giocatrici sono passate dalle qualificazioni:

- Kristína Kučová
- Mandy Minella
- Nadia Podoroska
- Dejana Radanović
- Fanny Stollár
- Anna Zaja

## Punti
| Evento    | V   | F   | SF  | QF | 2T   | 1T | Q    | Q2   | Q1   |
| Singolare | 280 | 180 | 110 | 60 | 30   | 1  | 18   | 12   | 1    |
| Doppio    | 280 | 180 | 110 | 60 | N.D. | 1  | N.D. | N.D. | N.D. |

## Montepremi
| Evento    | V       | F       | SF     | QF     | 2T     | 1T     | Q2   | Q1   |
| Singolare | $34,677 | $17,258 | $9,274 | $4,980 | $2,742 | $1,694 | $823 | $484 |
| Doppio    | $9,919  | $5,161  | $2,770 | $1,468 | N.D.   | $774   | N.D. | N.D. |

## Campionesse

### Singolare
Johanna Larsson ha sconfitto in finale  Alison Riske con il punteggio di 7–6(4), 6-4.
- È il secondo titolo in carriera per Larsson, primo della stagione.

### Doppio
Demi Schuurs /  Katarina Srebotnik hanno sconfitto in finale  Kirsten Flipkens /  Johanna Larsson con il punteggio di 3-6, 6-3, [10-7].